# Палкинская волость
Палкинская волость — административно-территориальная единица 3-го уровня и муниципальное образование со статусом сельского поселения в Палкинском районе Псковской области России.
Административный центр — посёлок городского типа Палкино, который не входит в состав волости.

## География
Территория волости граничит на западе с Качановской, на юге — с Новоуситовской, на востоке — с Черской волостями Палкинского района, на севере — с Псковским районом Псковской области.
На территории волости расположено озеро Смолинское (1,3 км², глубиной до 8 м) и др.

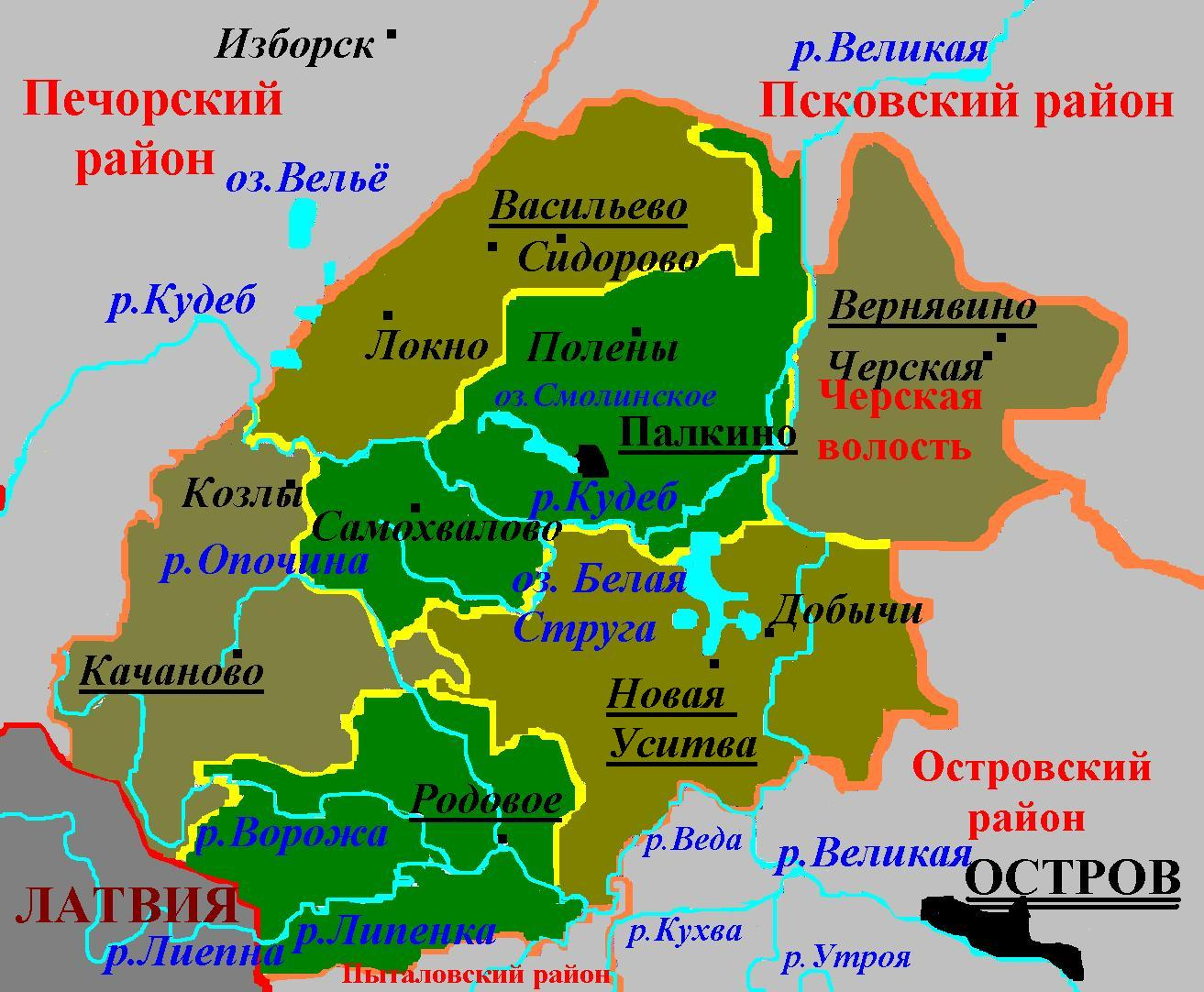
Административное деление Палкинского района в 1995—2015 годах (в 1966—1995 годах — вместо волостей — одноимённые сельсоветы)

## Население
| 2002  | 2010  | 2012  | 2013  | 2014  | 2015  | 2016  |
| ----- | ----- | ----- | ----- | ----- | ----- | ----- |
| 1563  | ↘1373 | ↗1413 | ↗1440 | ↗1450 | ↗1473 | ↗1870 |
| 2017  | 2018  | 2019  | 2020  | 2021  |       |       |
| ↘1800 | ↘1770 | ↘1715 | ↘1656 | ↘1526 |       |       |

Суммарная численность населения Палкинской и Васильевской волостей, объединённых в новообразованную Палкинскую волость, по состоянию на 1 января 2015 года составляла 1885 человек.

## Населённые пункты
В состав волости входят 146 населённых пунктов (деревень):
| №   | Населённый пункт | Тип     | Население, чел. |
| --- | ---------------- | ------- | --------------- |
| 1   | Анскино          | деревня | ↗5              |
| 2   | Апарино          | деревня | ↗1              |
| 3   | Бадухино         | деревня | ↘4              |
| 4   | Базары           | деревня | ↘13             |
| 5   | Баландино        | деревня | →0              |
| 6   | Белохвостово     | деревня | ↘1              |
| 7   | Бенево           | деревня | ↗6              |
| 8   | Бехтерево        | деревня | ↗11             |
| 9   | Бобъяково        | деревня | ↗99             |
| 10  | Бокачево         | деревня | →0              |
| 11  | Болотово         | деревня | ↗17             |
| 12  | Боровики         | деревня | ↗75             |
| 13  | Борохново        | деревня | ↘48             |
| 14  | Браги            | деревня | ↗4              |
| 15  | Бритиково        | деревня | ↗12             |
| 16  | Бунгино          | деревня | ↘5              |
| 17  | Вадницы          | деревня | ↗1              |
| 18  | Васильево        | деревня | ↘140            |
| 19  | Ведюги           | деревня | →0              |
| 20  | Великополье      | деревня | →1              |
| 21  | Веретье          | деревня | ↘3              |
| 22  | Ворошилово       | деревня | →7              |
| 23  | Выставка         | деревня | ↗3              |
| 24  | Гаврилово        | деревня | →0              |
| 25  | Гахново          | деревня | ↗8              |
| 26  | Гнилино          | деревня | ↘3              |
| 27  | Гоглово          | деревня | →8              |
| 28  | Гоголево         | деревня | ↘2              |
| 29  | Голубы           | деревня | ↘0              |
| 30  | Гора             | деревня | →0              |
| 31  | Горбово          | деревня | ↗14             |
| 32  | Горино           | деревня | ↘2              |
| 33  | Гороховище       | деревня | ↘9              |
| 34  | Горушка          | деревня | ↘5              |
| 35  | Гривки           | деревня | ↗8              |
| 36  | Гришаково        | деревня | →0              |
| 37  | Данилкино        | деревня | ↘6              |
| 38  | Демеши           | деревня | →0              |
| 39  | Дешманы          | деревня | →4              |
| 40  | Дубохново        | деревня | →7              |
| 41  | Дудниково        | деревня | ↗23             |
| 42  | Дулово           | деревня | ↘6              |
| 43  | Ермаково         | деревня | ↗6              |
| 44  | Жилино           | деревня | →0              |
| 45  | Жилино           | деревня | ↘19             |
| 46  | Жуково           | деревня | →0              |
| 47  | Заболотье        | деревня | ↗31             |
| 48  | Заборовье        | деревня | ↘3              |
| 49  | Загорье          | деревня | ↘4              |
| 50  | Зайцево          | деревня | ↘7              |
| 51  | Заполье          | деревня | ↘4              |
| 52  | Захонье          | деревня | →3              |
| 53  | Золотавино       | деревня | ↘3              |
| 54  | Зубовщина        | деревня | ↘4              |
| 55  | Зуево            | деревня | →1              |
| 56  | Иваново          | деревня | ↘13             |
| 57  | Ильгино          | деревня | →0              |
| 58  | Ирхино           | деревня | ↘1              |
| 59  | Истомино         | деревня | ↘1              |
| 60  | Казаково         | деревня | ↘3              |
| 61  | Капустино        | деревня | →9              |
| 62  | Карпино          | деревня | →5              |
| 63  | Киселево         | деревня | →0              |
| 64  | Клюево           | деревня | →0              |
| 65  | Клюкино          | деревня | ↗2              |
| 66  | Коровкино        | деревня | ↘6              |
| 67  | Костыгово        | деревня | ↗7              |
| 68  | Краснодудово     | деревня | →9              |
| 69  | Крашняково       | деревня | →5              |
| 70  | Кузнечонки       | деревня | →1              |
| 71  | Лабутино         | деревня | ↗7              |
| 72  | Лаврово          | деревня | →6              |
| 73  | Ладыгино         | деревня | →0              |
| 74  | Леонтьево        | деревня | ↗24             |
| 75  | Лещихино         | деревня | ↗439            |
| 76  | Логово           | деревня | →0              |
| 77  | Локно            | деревня | ↘43             |
| 78  | Лопатино         | деревня | →0              |
| 79  | Лухново          | деревня | ↘5              |
| 80  | Любять           | деревня | →0              |
| 81  | Малое Ермаково   | деревня | →0              |
| 82  | Марково          | деревня | ↘0              |
| 83  | Медведково       | деревня | ↗2              |
| 84  | Межник           | деревня | ↘0              |
| 85  | Мельница         | деревня | ↗10             |
| 86  | Мольгино         | деревня | ↘18             |
| 87  | Мылово           | деревня | ↗5              |
| 88  | Мышкино          | деревня | →0              |
| 89  | Никоново         | деревня | →0              |
| 90  | Носово           | деревня | →0              |
| 91  | Нутрецово        | деревня | →0              |
| 92  | Оклад            | деревня | →0              |
| 93  | Олохово          | деревня | ↗11             |
| 94  | Панево           | деревня | →1              |
| 95  | Парфеево         | деревня | ↘1              |
| 96  | Пахомово         | деревня | ↘5              |
| 97  | Петригино        | деревня | ↗8              |
| 98  | Подчерничье      | деревня | →0              |
| 99  | Полены           | деревня | ↘40             |
| 100 | Полухново        | деревня | →3              |
| 101 | Прахново         | деревня | →6              |
| 102 | Проскуряки       | деревня | →0              |
| 103 | Рубцово          | деревня | ↗61             |
| 104 | Рунцево          | деревня | →0              |
| 105 | Рычково          | деревня | ↘2              |
| 106 | Самохвалово      | деревня | ↘11             |
| 107 | Самулино         | деревня | ↗13             |
| 108 | Самухново        | деревня | →1              |
| 109 | Саньково         | деревня | →0              |
| 110 | Сараево          | деревня | ↘5              |
| 111 | Свириково        | деревня | ↘30             |
| 112 | Сергино          | деревня | ↘6              |
| 113 | Сидорово         | деревня | ↘8              |
| 114 | Сидорово         | деревня | ↘1              |
| 115 | Симоново         | деревня | →3              |
| 116 | Слопыгино        | деревня | ↘335            |
| 117 | Сорокино         | деревня | →3              |
| 118 | Старорусцево     | деревня | →1              |
| 119 | Струглица        | деревня | ↗2              |
| 120 | Сухлово          | деревня | →7              |
| 121 | Сысоево          | деревня | ↘30             |
| 122 | Сыченка          | деревня | →2              |
| 123 | Тараскино        | деревня | ↗5              |
| 124 | Тимошино         | деревня | →2              |
| 125 | Тиуши            | деревня | ↘6              |
| 126 | Улкино           | деревня | ↘0              |
| 127 | Усадище          | деревня | ↗4              |
| 128 | Усадище          | деревня | ↗19             |
| 129 | Усох             | деревня | ↘5              |
| 130 | Фишово           | деревня | ↗1              |
| 131 | Флорево          | деревня | ↘4              |
| 132 | Флягино          | деревня | ↘5              |
| 133 | Харино           | деревня | →2              |
| 134 | Харлапково       | деревня | ↗20             |
| 135 | Цыплята          | деревня | ↘0              |
| 136 | Чернокуново      | деревня | ↗1              |
| 137 | Шевелёво         | деревня | ↘0              |
| 138 | Шевелёво         | деревня | →0              |
| 139 | Шевели           | деревня | ↗6              |
| 140 | Шейкино          | деревня | →2              |
| 141 | Шурпалово        | деревня | ↘2              |
| 142 | Щепец            | деревня | ↗16             |
| 143 | Юматово          | деревня | →0              |
| 144 | Юматово          | деревня | →0              |
| 145 | Ягодкино         | деревня | ↗15             |
| 146 | Яхново           | деревня | →6              |

### Упразднённые населённые пункты
Деревня Зальсажье упразднена Законом Псковской области от 20 сентября 2019 года.

## История
До 1927 года Палкинская волость с центром в д. Палкино в составе ряда сельсоветов (в том числе Палкинский сельсовет) существовала в рамках Псковского уезда Псковской губернии России. С упразднением губерний, уездов и волостей с 1927 года эти сельсоветы  (в том числе Палкинский сельсовет) стали входить в Ленинградскую область, с 1944 года — в Псковскую область. При этом с 1927 до 1931 года они входили в Палкинский район, с 1931 до 1935 года — в Островский район, с 1935 года — вновь в Палкинский район.
Указом Президиума Верховного Совета РСФСР от 16 июня 1954 года в Палкинский сельсовет был включён упразднённый Краснодудовский сельсовет; тогда же путём объединения Локновского и Любятинского сельсоветов был образован Васильевский сельсовет.
Решением Псковского облисполкома от 26 октября 1959 года  в Палкинский сельсовет был включён упразднённый Гороховский сельсовет, тогда же в Палкинский и Васильевский сельсоветы была включена часть упразднённого Гавриловского сельсовета.
С 1961 до 1966 года Палкинский сельсовет временно входил в Псковский район, а Васильевский сельсовет — в Печорский район.
Постановлением Псковского областного Собрания депутатов от 26 января 1995 года все сельсоветы в Псковской области были переименованы в волости, в том числе Палкинский сельсовет был превращён в Палкинскую волость.
Законом Псковской области от 28 февраля 2005 года в границах волости было образовано также муниципальное образование Палкинская волость со статусом сельского поселения с 1 января 2006 года в составе муниципального образования Палкинский район со статусом муниципального района.
С января 1995 до апреля 2015 года в состав Палкинской волости входили 94 деревни: Бадухино, Горбово, Горушка, Голубы, Гаврилово, Вадницы, Заболотье, Зайцево, Заборовье, Зальсажье, Ладыгино, Капустино, Клюево, Лещихино, Леонтьево, Мольгино, Мельница, Межник, Никоново, Прахново, Полены, Панево, Рунцево, Сыченка, Струглица, Слопыгино, Сараево, Саньково, Сорокино, Сухлово, Сидорово, Самухново, Тимошино, Тиуши, Усадище, Флорево, Флягино, Харлапково, Цыплята, Чернокуново, Шевели, Шевелёво, Щепец, Юматово, Бунгино, Браги, Бокачево, Борохново, Бехтерево, Баландино, Базары, Гришаково, Гоголево, Горино, Гороховище, Дешманы, Демеши, Данилкино, Дудниково, Ермаково, Малое Ермаково, Жилино, Жилино, Жуково,  Захонье, Зуево, Золотавино, Иваново, Истомино, Карпино, Краснодудово, Киселево, Кузнечонки, Лаврово, Логово, Лопатино, Марково, Мышкино, Нутрецово, Оклад, Полухново, Пахомово, Парфеево, Проскуряки, Рычково, Рубцово, Сысоево, Свириково, Старорусцево, Самохвалово, Харино, Шурпалово, Шевелево, Ягодкино.
Законом Псковской области от 30 марта 2015 года в состав Палкинской волости с 11 апреля 2015 года была включена упразднённая Васильевская волость.

## Известные уроженцы
- Кустов Алексей Фёдорович (1905 — 1962) — советский военачальник, генерал-майор, участник Советско-финской и Великой Отечественной войны. Родился в деревне Усадище.